# Тихоцький Євген Сергійович

Євген Тихоцький

Євге́н Сергі́йович Тихо́цький (рос. Евгений Сергеевич Тихоцкий; * 1878 — † 1953) — генерал-майор Кубанського козачого війська.

## Біографія
Народився 1878 року. Закінчив Ставропольське юнкерське училище. Військову службу розпочав у 1-ому Лінійному козачому полку у званні підхорунжого. Згодом у цьому ж полку Тихоцького підвищили до хорунжого.
На фронт Першої світової війни вийшов у чині підосавула. 10 серпня 1914 року біля села Джурин (нині Чортківського району Тернопільської області) на чолі своєї сотні першим увірвався на 1-у батарею 7-го австро-угорського кінно-артилерійського дивізіону, де, перебивши всю обслугу, захопив чотири гармати разом із зарядними ящиками. За цей подвиг був нагороджений 7 жовтня 1914 року орденом святого Георгія четвертого ступеня.
1920 року емігрував до Югославії. З початком Другої світової війни вступив у козачі ряди супротивників СРСР, воював у складі Російського корпусу. Навесні 1945 року в австрійському місті Лієнц Тихоцького разом з іншими козаками видали Радянському Союзові. Помер 1953 року в Дубровському таборі.
Автор книг «Атака австро-угорської кінноти на 2-у зведену козачу дивізію під м. Городок 4/17 серпня 1914 року» (Белград, 1930), «Кубанські козаки на Великій війні» (сербською мовою).

## Читайте також
Сергій Георгійович Тихоцький
Тихоцькі